# Manolo Escobar
Manuel García Escobar (El Ejido, Almería provincia, Andalúzia, Spanyolország, 1931. október 19. – Benidorm, 2013. október 24.), ismertebb néven Manolo Escobar, spanyol tánc- és népdalénekes, színész, a spanyol népzene egyik legkiemelkedőbb alakja volt. Az 1970-es években vált népszerűvé az Y viva España („S éljen Spanyolország”) című dalával, amely eredetileg egy belga sláger spanyol nyelvű feldolgozása. Dalaiból számos válogatásalbumot készítettek, emellett több spanyol zenés filmben is szerepelt. Az 1980-as évek elején színészi pályafutását befejezte, utána csak énekesként tevékenykedett.

## Diszkográfia
| - Espigas y amapolas - El ángel de la guarda - Aquel hijo - Mi novia - Canciones de sus películas - Mi carro - Sevillanas de Oro - Brindis - Grandes éxitos (1971) - Entre dos amores - Me has hecho perder el juicio - Y viva España - ¡Ay, caridad! - Cada lágrima tuya - Cuando los niños vienen de Marsella - Madrecita María del Carmen - Por los caminos de España - Eva, ¿qué hace ese hombre en tu cama? - Qué guapa estás - La mujer es un buen negocio - Niña bonita - Calor - Mis mejores canciones - Selección Antológica del Cancionero Español - Préstemela esta noche - Donde hay patrón |  | - Labrador - Alejandra, mon amour - Mi pequeña flor - Amores - Manolo, siempre Manolo - Mi pequeña flor, Vanessa - Dónde estará mi niño - Los grandes pasodobles cantados - Papá, te quiero mucho - Coraje - Sevilla casi ná - Miel de amores - Vive la vida - Suspiros de España - 30 aniversario - Por pasodobles, por sevillanas - Rumba pa’ ti - Qué bonita eres - Tango, tango - Tiempo al tiempo - Con mi acento - Aromas - Contemporáneo - De puerto en puerto - Manolo Escobar |

## Filmográfia
- 1963 Los guerrilleros – „A harcosok”
- 1965 Mi canción es para ti – „A dalom neked szól”
- 1966 El Padre Manolo – „Manolo Atya”
- 1966 Un beso en el puerto – „Egy csók a kikötőben”
- 1967 Pero, ¿en qué país vivimos? – „No de, milyen országban élünk?”
- 1968 Relaciones casi públicas – „Majdnem nyilvános kapcsolatok”
- 1969 Juicio de faldas – „Nőügyek”
- 1970 En un lugar de La Manga – „Egy helyen La Mangában”
- 1971 Me debes un muerto – „Tartozol nekem egy halottal”
- 1972 Entre dos amores – „Két szerelem közt”
- 1973 Me has hecho perder el juicio – „Elvetted az eszemet”
- 1974 Cuando los niños vienen de Marsella – „Amikor a gyerekek jönnek Marseille-ből”
- 1975 Eva, ¿qué hace ese hombre en tu cama? – „Éva, mit csinál az a férfi az ágyadban?”
- 1976 La mujer es un buen negocio – „A nő egy jó üzlet”
- 1977 Préstemela esta noche – „Adja őt kölcsön nekem ma estére”
- 1978 Donde hay patrón – „Ahol van gazda”
- 1979 Alejandra, mon amour (Latin-Amerikában Operación Comando – „Kommandó hadművelet” címmel)
- 1980 ¿Dónde estará mi niño? – „Hol lehet a fiúcskám?”
- 1981 Todo es posible en Granada – „Minden lehetséges Granadában”